# Nicholas Merrick
Nicholas Merrick je americký podnikatel a investor, prezident investiční společnosti Mt. Vernon Investments LLC. V únoru 2025 jej prezident Donald Trump nominoval na pozici velvyslance Spojených států amerických v České republice. Schválení jeho nominace v Senátu se očekává v červenci 2025.

## Život
Nicholas Merrick absolvoval v roce 1985 Virginskou univerzitu a v roce 1990 získal titul MBA na Harvardově univerzitě.
Nicholas Merrick byl viceprezidentem pro korporátní finance ve společnosti Robinson-Humphrey Company, Inc. v Atlantě, kde řídil investiční akciový fond. Následně pracoval jako viceprezident a finanční ředitel ve společnosti Telco Communications Group, Inc. Poté se stal výkonným ředitelem společnosti Excel Communications, kde zůstal až do fúze se společností Teleglobe, Inc. v roce 1998.
Jako prezident společnosti Mt. Vernon Investments LLC spravuje více než 1 miliardu dolarů investičních aktiv, převážně rodinné fondy texaského miliardáře Kennyho Troutta.
Ve volném čase přednáší finance na Cisterciácké přípravné střední škole v Irvingu v Texasu.
Nicholas Merrick žije v Dallasu, je ženatý, s manželkou Leslie mají čtyři děti.